# Toleman TG184
Chronologie des modèles (1984)
Toleman TG183B Toleman TG185
La Toleman TG184 est la seconde monoplace de Formule 1 engagée lors du championnat du monde de Formule 1 1984 par l'écurie Toleman. Elle est pilotée par le Brésilien Ayrton Senna, qui fait ses débuts dans la discipline, le Vénézuélien Johnny Cecotto, l'Italien Pierluigi Martini et le Suédois Stefan Johansson. La TG184 remplace la Toleman TG183B, engagée en course depuis le début de la saison 1983, à partir du Grand Prix de France, cinquième manche du championnat.

## Historique

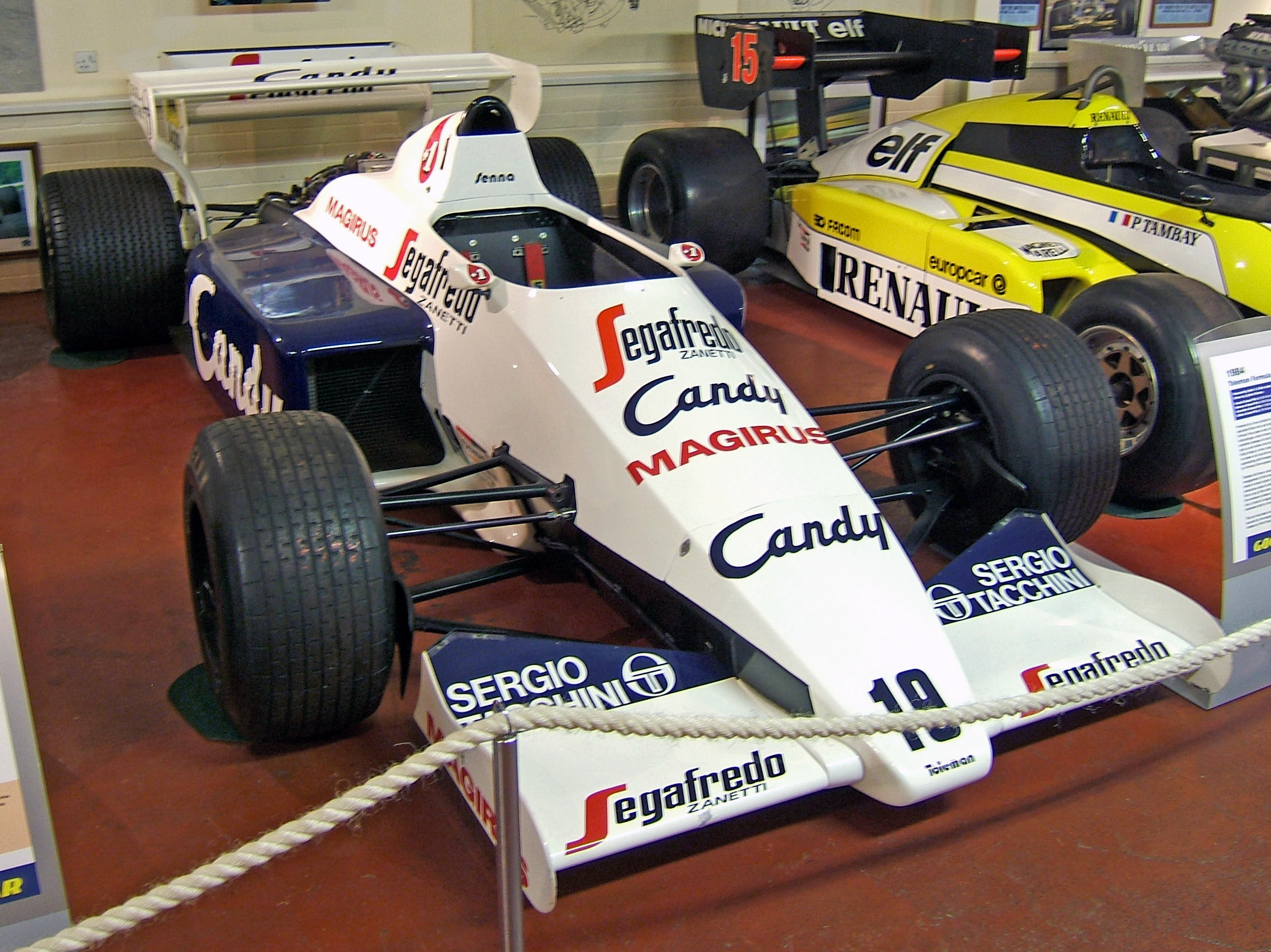
La Toleman TG184 d'Ayrton Senna exposée au musée de Donington Park.

Lors du premier Grand Prix de la Toleman TG184, disputé en France, les deux pilotes de l'écurie se qualifient en milieu de peloton et abandonnent tous les deux sur un problème de turbo. À Monaco, Senna, parti treizième, parvient à remonter à la deuxième place avant que la course ne soit arrêtée par la pluie. Si le Brésilien signe en Principauté son premier podium et également le premier podium de l'écurie,, il décroche également son premier meilleur tour en course.
La tournée américaine sera mauvaise pour l'écurie Toleman qui ne rapporte aucun point et qui essuie deux doubles abandons. Le retour en Europe avec le Grand Prix de Grande-Bretagne sera plus fructueux : Senna, qualifié septième, parvient à se battra avec les meilleurs et finit en troisième position tandis que Johnny Cecotto se brise les deux jambes lors des essais de l'épreuve britannique.
À partir du Grand Prix suivant, disputé en Allemagne, Toleman, préférant attendre le rétablissement de Cecotto, n’engage qu'une seule monoplace. À Hockenheim, Senna abandonne à la suite d'une casse d'aileron alors qu'il était cinquième. En Autriche, le Brésilien abandonne au trente-cinquième tour à cause d'un problème de pression d'huile alors qu'il se battait pour une place sur le podium. Le Grand Prix des Pays-Bas n'est pas moins clément pour Senna qui abandonne une nouvelle fois.
Cependant, lors de ce Grand Prix, l'écurie Team Lotus annonce que Senna a signé un contrat avec l’équipe britannique pour la saison 1985 alors que le Brésilien devait courir encore pour Toleman pour un an. En représailles, l'écurie le met à pied pour le Grand Prix d'Italie et le remplace par l'Italien Pierluigi Martini, qui effectue sa première course en Formule 1. Martini, auteur du dernier temps des qualifications, ne participe pas à la course tandis que le Suédois Stefan Johansson, parti de l'écurie Tyrrell Racing, exclue du championnat pour tricherie, pour remplacer Johnny Cecotto, devenu inapte à piloter en Formule 1. Johansson, pour son premier Grand Prix chez Toleman, part de la dix-septième place et remonte le classement pour terminer quatrième.
Ayrton Senna revient pour le Grand Prix d'Europe. Parti douzième, le Brésilien abandonne au premier tour à la suite d'un carambolage impliquant quatre autres pilotes tandis que Johansson, qualifié en vingt-sixième position à onze secondes de l'avant-dernier temps, signé par le pilote RAM Racing Philippe Alliot, parvient à rejoindre le milieu de classement mais abandonne au dix-septième tour à la suite d'une surchauffe du moteur. Lors du  dernier Grand Prix de la saison, disputé au Portugal, Ayrton Senna se qualifie en troisième position et passe à deux dixièmes de la pole tandis que Johansson signe le dixième temps. En course, le Brésilien parvient à conserver sa position et termine troisième, signant le troisième et dernier podium de l'histoire de Toleman alors que son coéquipier, qui était dans les points pendant le premier tiers de la course, termine onzième.
À l'issue de la saison, Toleman se classe septième du championnat du monde des constructeurs avec seize points, devant Alfa Romeo et derrière Williams F1 Team. Ayrton Senna, qui a dominé ses deux coéquipiers tant en qualifications qu'en course, termine neuvième du championnat du monde avec treize points, devant Nigel Mansell et derrière Keke Rosberg. Stefan Johansson termine quant à lui dix-septième avec trois points, devant Andrea De Cesaris et derrière Eddie Cheever.

## Résultats en championnat du monde de Formule 1

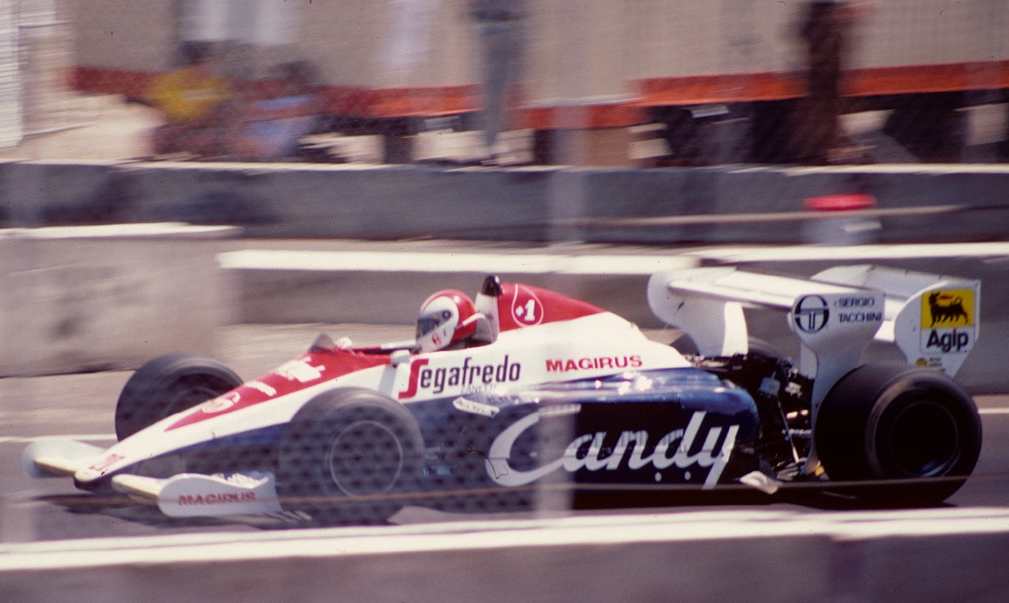
Johnny Cecotto au Grand Prix de Dallas 1984.

| Saison | Écurie                   | Moteur              | Pneus    | Pilotes           | Courses | Courses | Courses | Courses | Courses | Courses | Courses | Courses | Courses | Courses | Courses | Courses | Courses | Courses | Courses | Courses | Points inscrits | Classement |
| Saison | Écurie                   | Moteur              | Pneus    | Pilotes           | 1       | 2       | 3       | 4       | 5       | 6       | 7       | 8       | 9       | 10      | 11      | 12      | 13      | 14      | 15      | 16      | Points inscrits | Classement |
| ------ | ------------------------ | ------------------- | -------- | ----------------- | ------- | ------- | ------- | ------- | ------- | ------- | ------- | ------- | ------- | ------- | ------- | ------- | ------- | ------- | ------- | ------- | --------------- | ---------- |
| 1984   | Toleman Group Motorsport | Hart 415 T L4 turbo | Michelin |                   | BRÉ     | AFS     | BEL     | SMR     | FRA     | MON*    | CAN     | DET     | DAL     | GBR     | ALL     | AUT     | P-B     | ITA     | EUR     | POR     | 16              | 7e**       |
| 1984   | Toleman Group Motorsport | Hart 415 T L4 turbo | Michelin | Ayrton Senna      |         |         |         |         | Abd     | 2e      | 7e      | Abd     | Abd     | 3e      | Abd     | Abd     | Abd     |         | Abd     | 3e      | 16              | 7e**       |
| 1984   | Toleman Group Motorsport | Hart 415 T L4 turbo | Michelin | Johnny Cecotto    |         |         |         |         | Abd     | Abd     | 9e      | Abd     | Abd     | Nq      |         |         |         |         |         |         | 16              | 7e**       |
| 1984   | Toleman Group Motorsport | Hart 415 T L4 turbo | Michelin | Stefan Johansson  |         |         |         |         |         |         |         |         |         |         |         |         |         | 4e      | Nq      | 11e     | 16              | 7e**       |
| 1984   | Toleman Group Motorsport | Hart 415 T L4 turbo | Michelin | Pierluigi Martini |         |         |         |         |         |         |         |         |         |         |         |         |         | Nq      |         |         | 16              | 7e**       |

Légende : ici 

* En raison des conditions météorologiques, le Grand Prix de Monaco a été interrompu après 31 tours sur les 77 prévus, ainsi seule la moitié des points a été attribuée. 

** 2 points marqués avec la Toleman TG183B.